# Alfonso Merry del Val y Zulueta
Alfonso Merry del Val y Zulueta (* 20. April 1864 in London; † 27. Mai 1943 in San Sebastián) war ein spanischer Diplomat und von 1913 bis 1931 Botschafter von König Alfons XIII. bei Georg V.

## Leben
Seine Mutter war Sofia Josefa de Zulueta († 1925), die Tochter von Pedro José de Zulueta und sein Vater war Marquis Rafael Merry del Val. Seine Brüder waren Pedro, Rafael Merry del Val und Domingo Merry del Val y Zulueta. Er trat 1882 in den diplomatischen Dienst und war in den spanischen Botschaften von Brüssel, Rom und Wien beschäftigt.
Am 24. Juni 1897 war er Gast bei Königin Victorias Diamond Jubilee im Buckingham Palace, wo eine Fotografie gefertigt wurde. Am 17. Oktober 1901 ehelichte er María de Alzola y González de Castejón (* 31. Januar 1879) 1908 wurde Alfonso Merry del Val y Zulueta zur Gesandtschaft nach Tanger entsandt. Fünf Jahre danach, 1913 wurde er Ambassador to the Court of St James’s.
Nach dem Osteraufstand 1916 in Dublin forderte Merry eine Anerkennung der irischen Regierung durch die spanische Regierung. Gleichzeitig wurde  Alfonso Merry del Val y Zulueta Botschafter in London und Alfons XIII. ließ den Spanischen Staat für seine Spesen aufkommen. 1927 wurde das Buch Alfonso XIII Unmasked: The Military Terror in Spain von Vicente Blasco Ibáñez in Spanien auf den Index gesetzt. Merry gab dazu dem Time Magazine ein Interview und argumentierte mit der Befriedung des Rifs, die mit Senfgas durchgeführt wurde.
Am 31. Mai 1931 wurde Alfonso Merry del Val y Zulueta in den Ruhestand versetzt. Nach dem Putsch der Generäle um Francisco Franco produzierte Merry in London Propagandaschriften für die Putschisten.

## Veröffentlichungen
- The conflict in Spain: Communistic mis-statements refuted, London: Catholic Truth Society, 20 S.,  1937.
- Spanish Basques and separatism Burns, Oates. & Washbourne ltd., 1939